# Politonalidad
La politonalidad es el uso musical de más de una tonalidad simultáneamente. En el caso de dos voces de diferente tonalidad al mismo tiempo recibe el nombre de bitonalidad.
Un ejemplo bien conocido, y no poco controvertido, es la fanfarria al inicio del segunda escena del ballet Petrushka de Ígor Stravinski. El primer clarinete toca una melodía que usa las notas del acorde de Do mayor, mientras que el segundo clarinete toca una variante de la misma melodía usando las notas del acorde de Fa sostenido mayor:

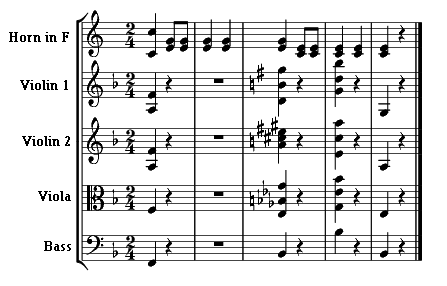
Mozart usó la politonalidad en Una broma musical para lograr un efecto cómico.

Algunos ejemplos de bitonalidad superponen secciones musicales completamente armonizadas en diferentes tonalidades. Ejemplos se pueden encontrar en la música de Charles Ives, en particular en Variaciones sobre "America" (orig. 1891, revisado en 1909-1910 para incluir pasajes politonales).
Otro conocido ejemplo de politonalidad es Una broma musical, de Wolfgang Amadeus Mozart.